# Les Nubiens
Les Nubiens ou Les Chasseurs d'alligators est une sculpture de Louis-Ernest Barrias conservée au Musée d'Orsay, à Paris. 

## L'œuvre
Dans une scène devant évoquer les races d'Afrique, l'œuvre représente un homme plantant une sagaie dans la bouche d'un alligator prêt à dévorer une jeune femme et ses deux nourrissons et possiblement une autre femme évanouie.
Ce haut-relief sculpté en 1894 était destiné à la façade de la galerie d'anthropologie du Muséum national d'histoire naturelle de Paris pour représenter « les races humaines ». Barrias choisit des personnages de « type africain » en écho aux sculptures ethnographiques que Charles Cordier réalisées quelques décennies plus tôt. Les détails animaliers et botaniques, comme les écailles du reptile ou les piquants des cactus, sont rendus avec une précision naturaliste. Concernant les personnages, Barrias représente les Nubiens en pagne qui devaient mimer des scènes de chasse dans le cadre des zoos humains, notamment celui de 1877 au Jardin d'acclimatation. Contemporaine des premières expositions coloniales, cette représentation fait écho aux stéréotypes contemporains sur les populations africaines.
Commandé sous le titre « les races humaines » en 1893 pour 12 000 francs, cette œuvre est acquise par l'Etat en 1893 pour le Museum d'histoire naturelle (arrêté du 29 juillet 1893). Livrée par Thiébaut frères au Dépôt des marbres en 1897, après exécution du bronze, elle est attribuée en 1903 à l'École nationale supérieure des arts et industries textiles à Roubaix. Par arrêté 26 mars 1986, elle est affectée au Musée d'Orsay. Elle est exposée au revers d'un autre haut-relief, la Chasse à l'aigle de Jules Coutan.